# Lachy (Marna)
Lachy – miejscowość i gmina we Francji, w regionie Grand Est, w departamencie Marna.
Według danych na rok 1990 gminę zamieszkiwały 313 osoby, a gęstość zaludnienia wynosiła 19 osób/km².